# Get Closer (Keith Urban)
Get Closer è il settimo album in studio del cantante country australiano Keith Urban, pubblicato nel 2010.

## Tracce
1. Put You in a Song – 3:39
2. You Gonna Fly – 3:36
3. All for You – 3:37
4. Long Hot Summer – 4:32
5. Without You – 3:54
6. Georgia Woods – 5:17
7. Right On Back to You – 4:47
8. Shut Out the Lights – 4:16

## Classifiche
| Classifica (2010) | Posizione raggiunta |
| ----------------- | ------------------- |
| Australia         | 2                   |
| Stati Uniti       | 7                   |